# Liste des joueurs du Beerschot AC (3530)
Pour les articles homonymes, voir Liste des joueurs du Beerschot.
Cette liste reprend les 409 joueurs de football qui ont évolué au K Beerschot Antwerpen Club (matricule 3530) depuis la fondation du club, sous toutes ses appellations jusqu'à sa disparition, à savoir :
- (K.) FC Germinal Ekeren : de 1920 à 1999
- Germinal Beerschot Antwerpen : de 1999 à 2011
- K Beerschot Antwerpen Club : de 2011 à 2013

Les anciens joueurs du K Beerschot VAC (matricule 13) ne doivent pas être ajoutés à cette liste mais à la liste adéquate.
- Haut – A
- B
- C
- D
- E
- F
- G
- H
- I
- J
- K
- L
- M
- N
- O
- P
- Q
- R
- S
- T
- U
- V
- W
- X
- Y
- Z

## A
| Joueur                    | Nationalité | Position          | Date de naissance | Période(s)           | Matches (dont D1) | Buts | Jaunes | Rouges |
| ------------------------- | ----------- | ----------------- | ----------------- | -------------------- | ----------------- | ---- | ------ | ------ |
| Jean-Marie Abeels         | Belgique    | Milieu de terrain | 18/11/1962        | 1989-1990, 1994-1996 | 92 (92)           | 10   | 5      | 0      |
| Stanley Aboraa            | Ghana       | Milieu de terrain | 25/08/1969        | 1996-1997            | 13 (13)           | 0    | 3      | 0      |
| Jean Acosta Soares        | Brésil      | Milieu de terrain | 27/01/1992        | 2009-2012            | 3 (3)             | 0    | 0      | 0      |
| Steve Adam                | Belgique    | ?                 | 12/01/1977        | 1995-1996            | 1 (1)             | 0    | 0      | 0      |
| Ademola Adesina           | Nigeria     | ?                 | 28/08/1967        | 1988-1989            | 8 (0)             | 0    | 1      | 0      |
| Adriano Vasconcelos Leite | Brésil      | Défenseur         | 11/03/1972        | 1996-1997            | 0 (0)             | 0    | 0      | 0      |
| Maikel Aerts              | Pays-Bas    | Gardien de but    | 26/06/1976        | 2001-2002            | 9 (9)             | 0    | 0      | 0      |
| Dickson Agyeman           | Belgique    | Milieu de terrain | 14/09/1985        | 2003-2008            | 63 (63)           | 2    | 10     | 3      |
| Peter Alkemade            | Pays-Bas    | Milieu de terrain | 15/06/1961        | 1986-1988            | 0 (0)             | 0    | 0      | 0      |
| Felipe Alves De Souza     | Brésil      | Milieu de terrain | 25/03/1982        | 2004-2005            | 2 (2)             | 0    | 0      | 0      |
| Samir Amarouchi           | Belgique    | Gardien de but    | 3/02/1986         | 2004-2005            | 0 (0)             | 0    | 0      | 0      |
| Matthew Andrews           | Angleterre  | Gardien de but    | 30/03/1970        | 1989-1999            | 5 (5)             | 0    | 0      | 0      |
| Jean-Pierre Andries       | Belgique    | Défenseur         | 6/12/1960         | 1989-1990            | 19 (19)           | 0    | 3      | 0      |
| Arnor Angeli              | Belgique    | Milieu de terrain | 25/02/1991        | 2011-2012            | 9 (9)             | 0    | 1      | 0      |
| Prince Asubonteng         | Belgique    | ?                 | 6/03/1986         | 2002-2006            | 38 (38)           | 1    | 1      | 0      |
| Zanzan Atte-Oudeyi        | Togo        | Défenseur         | 2/09/1980         | 2002-2003            | 7 (7)             | 0    | 2      | 0      |

## B
| Joueur                 | Nationalité  | Position          | Date de naissance | Période(s)           | Matches (dont D1) | Buts | Jaunes | Rouges |
| ---------------------- | ------------ | ----------------- | ----------------- | -------------------- | ----------------- | ---- | ------ | ------ |
| Thierry Backx          | Belgique     | ?                 | 18/11/1981        | 1999-2000            | 0 (0)             | 0    | 0      | 0      |
| Brian Badza            | Zimbabwe     | Attaquant         | 23/06/1979        | 2005-2006            | 2 (2)             | 0    | 0      | 0      |
| Ian Bakala             | Zambie       | Milieu de terrain | 1/11/1980         | 1998-1999            | 1 (1)             | 0    | 0      | 0      |
| Laurent Ballenghien    | Belgique     | ?                 | 15/12/1969        | 1991-1994            | 45 (45)           | 3    | 2      | 0      |
| Aristide Bancé         | Burkina Faso | Attaquant         | 19/09/1984        | 2007-2008            | 10 (10)           | 0    | 1      | 0      |
| Joël Bartholomeeussen  | Belgique     | Milieu de terrain | 2/03/1966         | 1987-1991, 1998-2000 | 137 (108)         | 11   | 6      | 1      |
| Samir Beloufa          | Algérie      | Défenseur         | 27/08/1979        | 2000-2002            | 47 (47)           | 1    | 7      | 0      |
| Guðmundur Benediktsson | Islande      | Attaquant         | 3/09/1974         | 1991-1994            | 4 (4)             | 0    | 0      | 0      |
| Geert Berrevoets       | Belgique     | ?                 | 28/05/1971        | 1993-1995            | 30 (30)           | 1    | 1      | 0      |
| Leo Bevers             | Belgique     | ?                 | 10/11/1960        | 1988-1989            | 15 (0)            | 2    | 0      | 0      |
| Luc Bevers             | Belgique     | ?                 | 18/11/1961        | 1985-1987            | 0 (0)             | 0    | 0      | 0      |
| Milan Blagojević       | Australie    | Défenseur         | 24/12/1969        | 1992-1993            | 13 (13)           | 0    | 1      | 0      |
| Ton Blanker            | Pays-Bas     | Milieu de terrain | 15/09/1960        | 1988-1989            | 14 (0)            | 3    | 0      | 0      |
| Luc Blommaert          | Belgique     | ?                 | 11/08/1959        | 1986-1988            | 0 (0)             | 0    | 0      | 0      |
| Boldizsár Bodor        | Hongrie      | Défenseur         | 27/04/1982        | 2000-2004, 2012-2013 | 89 (89)           | 3    | 7      | 0      |
| Frank Bosmans          | Belgique     | Défenseur         | 14/10/1967        | 1993-1994            | 31 (31)           | 0    | 2      | 1      |
| Pascal Bovri           | Belgique     | ?                 | 4/10/1964         | 1993-1994            | 31 (31)           | 0    | 5      | 0      |
| Rudi Braes             | Belgique     | ?                 | 29/08/1966        | 1984-1985            | 0 (0)             | 0    | 0      | 0      |
| Ernie Brandts          | Pays-Bas     | Défenseur         | 3/02/1956         | 1989-1991            | 58 (58)           | 5    | 9      | 0      |
| Raúl Bravo             | Espagne      | Défenseur         | 14/04/1981        | 2012-2013            | 12 (12)           | 0    | 0      | 0      |
| Frédéric Brillant      | France       | Défenseur         | 26/06/1985        | 2012-2013            | 32 (32)           | 1    | 0      | 0      |
| Éric Broeckx           | Belgique     | ?                 | 3/12/1963         | 1983-1984            | 0 (0)             | 0    | 0      | 0      |
| Stanley Brookes        | Belgique     | ?                 | 2/02/1953         | 1983-1984            | 0 (0)             | 0    | 0      | 0      |
| Geert Brusselers       | Pays-Bas     | Milieu de terrain | 6/01/1970         | 1999-2000            | 29 (29)           | 0    | 2      | 1      |
| Kevin Budts            | Belgique     | Défenseur         | 27/11/1977        | 1997-1999            | 7 (7)             | 0    | 1      | 1      |
| Romulus Buia           | Roumanie     | Milieu de terrain | 15/06/1970        | 1992-1994            | 21 (21)           | 4    | 1      | 2      |

## C
| Joueur                         | Nationalité        | Position          | Date de naissance | Période(s) | Matches (dont D1) | Buts | Jaunes | Rouges |
| ------------------------------ | ------------------ | ----------------- | ----------------- | ---------- | ----------------- | ---- | ------ | ------ |
| Mohamed Camara                 | Guinée             | Milieu de terrain | 21/10/1980        | 2002-2006  | 64 (64)           | 7    | 4      | 0      |
| Alex Camerman                  | Belgique           | Défenseur         | 17/05/1969        | 1997-1999  | 11 (11)           | 1    | 0      | 0      |
| Carlos Eduardo Castro da Silva | Brésil             | Milieu de terrain | 23/04/1982        | 2004-2005  | 26 (26)           | 9    | 0      | 0      |
| Jürgen Cavens                  | Belgique           | Attaquant         | 19/08/1978        | 2004-2008  | 71 (71)           | 17   | 6      | 1      |
| Jef Ceuppens                   | Belgique           | ?                 | ?                 | 1982-1983  | 0 (0)             | 0    | 0      | 0      |
| Sébastien Chabaud              | France             | Milieu de terrain | 9/03/1977         | 2007-2008  | 5 (5)             | 0    | 0      | 0      |
| Maxime Chanot                  | Luxembourg         | Défenseur         | 21/11/1989        | 2013       | 0 (0)             | 0    | 0      | 0      |
| Cephas Chimedza                | Zimbabwe           | Milieu de terrain | 5/12/1984         | 2005-2006  | 11 (11)           | 0    | 2      | 0      |
| Søren Christensen              | Danemark           | ?                 | 29/06/1968        | 1996-1997  | 1 (1)             | 0    | 0      | 0      |
| Nico Claesen                   | Belgique           | Attaquant         | 1/10/1962         | 1992-1993  | 29 (29)           | 15   | 2      | 0      |
| Philippe Clement               | Belgique           | Défenseur         | 22/03/1974        | 2009-2011  | 54 (54)           | 2    | 13     | 0      |
| Dirk Cloots                    | Belgique           | ?                 | 14/09/1962        | 1984-1985  | 0 (0)             | 0    | 0      | 0      |
| Adailson Pereira Coelho        | Brésil             | Attaquant         | 28/03/1986        | 2006-2007  | 2 (2)             | 0    | 0      | 0      |
| Gustavo Colman                 | Argentine          | Milieu de terrain | 18/04/1985        | 2006-2008  | 45 (45)           | 4    | 10     | 2      |
| Feliberto Rogerio Concalves    | Brésil             | ?                 | 18/07/1978        | 1995-1996  | 3 (3)             | 0    | 0      | 0      |
| Steve Cooreman                 | Belgique           | Défenseur         | 29/12/1976        | 2000-2004  | 60 (60)           | 8    | 13     | 1      |
| Luc Cootmans                   | Belgique           | ?                 | 6/03/1969         | 1989-1990  | 1 (1)             | 0    | 0      | 0      |
| Ton Cornelissen                | Pays-Bas           | Attaquant         | 24/01/1964        | 1987-1988  | 0 (0)             | 0    | 0      | 0      |
| Mathieu Cornet                 | Belgique           | Attaquant         | 8/08/1990         | 2009-2010  | 0 (0)             | 0    | 0      | 0      |
| Jan Corremans                  | Belgique           | ?                 | 29/10/1949        | 1983-1984  | 0 (0)             | 0    | 0      | 0      |
| Emmanuel Corrèze               | Belgique           | Milieu de terrain | 9/03/1982         | 2004-2005  | 1 (1)             | 0    | 0      | 0      |
| Elimane Coulibaly              | Sénégal            | Attaquant         | 15/03/1980        | 2012       | 0 (0)             | 0    | 0      | 0      |
| Luc Criel                      | Belgique           | Défenseur         | 7/01/1958         | 1989-1990  | 12 (12)           | 0    | 1      | 0      |
| Daniel Cruz                    | Colombie           | Milieu de terrain | 9/05/1981         | 2002-2011  | 185 (185)         | 10   | 27     | 0      |
| Jason Čulina                   | Australie          | Milieu de terrain | 5/08/1980         | 2000-2001  | 12 (12)           | 1    | 1      | 0      |
| Adnan Čustović                 | Bosnie-Herzégovine | Attaquant         | 16/04/1978        | 2010-2012  | 41 (41)           | 4    | 4      | 0      |
| Gustave Cuypers                | Belgique           | ?                 | 18/11/1956        | 1981-1982  | 0 (0)             | 0    | 0      | 0      |
| Mario Cvitanović               | Croatie            | Défenseur         | 6/05/1975         | 2004-2006  | 46 (46)           | 2    | 5      | 1      |
| Alexandre Czerniatynski        | Belgique           | ?                 | 28/07/1960        | 1996-1998  | 36 (36)           | 11   | 3      | 0      |

## D
| Joueur                      | Nationalité                      | Position          | Date de naissance | Période(s)           | Matches (dont D1) | Buts | Jaunes | Rouges |
| --------------------------- | -------------------------------- | ----------------- | ----------------- | -------------------- | ----------------- | ---- | ------ | ------ |
| Mario Da Graca              | Belgique                         | Attaquant         | 19/06/1979        | 1997-1998            | 3 (3)             | 0    | 1      | 0      |
| Leonardo da Silva Moura     | Brésil                           | Défenseur         | 23/10/1978        | 1999-2000            | 24 (24)           | 0    | 4      | 0      |
| Björn Daelemans             | Belgique                         | Attaquant         | 11/12/1977        | 1995-1996            | 3 (3)             | 0    | 0      | 0      |
| Luc Daemen                  | Belgique                         | ?                 | 30/07/1963        | 1988-1990            | 60 (30)           | 1    | 1      | 0      |
| Jos Daerden                 | Belgique                         | Milieu de terrain | 26/11/1954        | 1990-1992            | 42 (42)           | 1    | 3      | 0      |
| Moumouni Dagano             | Burkina Faso                     | Attaquant         | 1/01/1981         | 2000-2001            | 25 (25)           | 9    | 1      | 0      |
| Laurent Dauwe               | Belgique                         | Milieu de terrain | 16/01/1966        | 1997-1998            | 29 (29)           | 2    | 2      | 0      |
| Roy Dayan                   | Israël                           | Attaquant         | 19/09/1984        | 2011-2013            | 14 (14)           | 3    | 1      | 0      |
| Nico De Clerck              | Belgique                         | ?                 | 21/01/1965        | 1983-1990            | 27 (8)            | 2    | 0      | 0      |
| Wim De Decker               | Belgique                         | Milieu de terrain | 6/04/1982         | 2003-2006, 2009-2013 | 156 (156)         | 2    | 23     | 1      |
| Erik De Keyzer              | Belgique                         | Gardien de but    | 9/09/1963         | 1987-1990            | 15 (0)            | 0    | 0      | 0      |
| Dimitri De Koning           | Belgique                         | ?                 | 13/09/1979        | 1998-1999            | 0 (0)             | 0    | 0      | 0      |
| Tom De Kunst                | Belgique                         | ?                 | 14/03/1981        | 1998-1999            | 0 (0)             | 0    | 0      | 0      |
| Mark De Man                 | Belgique                         | Milieu de terrain | 27/04/1983        | 2008-2011            | 11 (11)           | 0    | 2      | 0      |
| Alain De Nil                | Belgique                         | Milieu de terrain | 17/08/1966        | 1995-1996            | 15 (15)           | 0    | 0      | 0      |
| Mark De Peuter              | Belgique                         | ?                 | 3/03/1963         | 1985-1987            | 0 (0)             | 0    | 0      | 0      |
| João Paulo de Oliveira      | Brésil                           | Attaquant         | 13/06/1985        | 2004-2005            | 10 (10)           | 0    | 0      | 0      |
| Ronald De Rijck             | Belgique                         | ?                 | 4/08/1965         | 1984-1985            | 0 (0)             | 0    | 0      | 0      |
| Jonas De Roeck              | Belgique                         | Défenseur         | 20/12/1979        | 2005-2007            | 40 (40)           | 4    | 7      | 0      |
| Ronald De Vos Van Steenwijk | Pays-Bas                         | Défenseur         | 17/03/1960        | 1981-1982            | 0 (0)             | 0    | 0      | 0      |
| Bjorn De Wilde              | Belgique                         | Attaquant         | 1/05/1979         | 2006-2007            | 17 (17)           | 2    | 1      | 1      |
| Kris De Wree                | Belgique                         | ?                 | 21/05/1981        | 2001-2009            | 145 (145)         | 8    | 14     | 1      |
| Giel Deferm                 | Belgique                         | Milieu de terrain | 30/06/1988        | 2013                 | 0 (0)             | 0    | 0      | 0      |
| Éric Deflandre              | Belgique                         | Défenseur         | 2/08/1973         | 1995-1996            | 32 (32)           | 2    | 6      | 0      |
| Marc Degryse                | Belgique                         | Milieu de terrain | 4/09/1965         | 1999-2002            | 97 (97)           | 26   | 6      | 0      |
| Uroš Delić                  | Monténégro                       | Milieu de terrain | 10/08/1987        | 2011-2012            | 15 (15)           | 0    | 3      | 0      |
| Stefan Deloose              | Belgique                         | Gardien de but    | 14/01/1990        | 2012-2013            | 8 (8)             | 0    | 0      | 0      |
| Moussa Dembélé              | Belgique                         | Milieu de terrain | 16/07/1987        | 2003-2005            | 20 (20)           | 1    | 0      | 0      |
| Andreï Demkine              | Russie                           | Attaquant         | 21/02/1976        | 1999-2001            | 39 (39)           | 8    | 2      | 0      |
| Nick Descamps               | Belgique                         | Milieu de terrain | 24/03/1966        | 1994-1999            | 71 (71)           | 1    | 8      | 1      |
| Didier Dheedene             | Belgique                         | Défenseur         | 22/01/1972        | 1989-1997, 2006-2009 | 238 (238)         | 23   | 16     | 2      |
| Bert Dhondt                 | Belgique                         | Milieu de terrain | 26/08/1973        | 2000-2004            | 80 (80)           | 2    | 4      | 2      |
| Dimitri Dhondt              | Belgique                         | ?                 | 15/03/1983        | 2001-2002            | 0 (0)             | 0    | 0      | 0      |
| Victor Diagne               | Sénégal                          | Attaquant         | 7/07/1971         | 1992-1994            | 26 (26)           | 5    | 2      | 0      |
| Joe Didulica                | Croatie                          | Gardien de but    | 14/10/1977        | 2001-2002            | 2 (2)             | 0    | 0      | 0      |
| Mor Serigne Diop            | Sénégal                          | Attaquant         | 29/09/1988        | 2007-2008            | 1 (1)             | 0    | 0      | 0      |
| Oumar Diouck                | Belgique                         | Attaquant         | 9/11/1994         | 2010-2011            | 0 (0)             | 0    | 0      | 0      |
| Trésor Diowo                | République démocratique du Congo | Milieu de terrain | 2/12/1986         | 2011-2012            | 0 (0)             | 0    | 0      | 0      |
| Abdoulaye Djire             | Côte d'Ivoire                    | Milieu de terrain | 28/02/1981        | 2007-2008            | 2 (2)             | 0    | 0      | 0      |
| Luc Donckers                | Belgique                         | Défenseur         | 28/06/1963        | 1983-1987            | 0 (0)             | 1    | 0      | 0      |
| Josemar dos Santos Silva    | Brésil                           | Attaquant         | 18/10/1980        | 2005-2006            | 17 (17)           | 2    | 0      | 0      |
| Tosin Dosunmu               | Nigeria                          | Attaquant         | 15/07/1980        | 2005-2006, 2007-2011 | 118 (118)         | 34   | 11     | 1      |
| Hans Draelants              | Belgique                         | ?                 | 18/02/1955        | 1986-1988            | 0 (0)             | 0    | 0      | 0      |
| Guy Dupont                  | Belgique                         | ?                 | 17/02/1962        | 1986-1987            | 0 (0)             | 0    | 0      | 0      |

## E
| Joueur          | Nationalité | Position          | Date de naissance | Période(s) | Matches (dont D1) | Buts | Jaunes | Rouges |
| --------------- | ----------- | ----------------- | ----------------- | ---------- | ----------------- | ---- | ------ | ------ |
| Ilias El Yazidi | Belgique    | Milieu de terrain | 17/01/1994        | 2012-2013  | 0 (0)             | 0    | 0      | 0      |
| Peter Engelen   | Belgique    | Gardien de but    | 27/02/1957        | 1978-1984  | 0 (0)             | 0    | 0      | 0      |
| Tim Engelen     | Belgique    | ?                 | 23/08/1977        | 1997-1998  | 0 (0)             | 0    | 0      | 0      |
| Ronny Eysackers | Belgique    | ?                 | 24/09/1955        | 1981-1983  | 0 (0)             | 0    | 0      | 0      |

## F
| Joueur                             | Nationalité | Position          | Date de naissance | Période(s) | Matches (dont D1) | Buts | Jaunes | Rouges |
| ---------------------------------- | ----------- | ----------------- | ----------------- | ---------- | ----------------- | ---- | ------ | ------ |
| Khalilou Fadiga                    | Sénégal     | Milieu de terrain | 30/12/1974        | 2008-2009  | 10 (10)           | 0    | 3      | 0      |
| Bartolomeo Ferrara                 | Belgique    | ?                 | 16/04/1990        | 2008-2009  | 0 (0)             | 0    | 0      | 0      |
| Milson Ferreira dos Santos         | Brésil      | Attaquant         | 24/11/1977        | 2003-2004  | 5 (5)             | 0    | 0      | 0      |
| Gleidionor Figueiredo Pinto Júnior | Brésil      | Attaquant         | 30/12/1986        | 2010-2011  | 16 (16)           | 7    | 1      | 0      |
| Victor Figuera                     | Belgique    | ?                 | 29/09/1983        | 2006-2007  | 10 (10)           | 0    | 2      | 0      |
| Kris Fissers                       | Belgique    | Gardien de but    | 17/07/1962        | 1982-1986  | 0 (0)             | 0    | 0      | 0      |
| Jón Guðni Fjóluson                 | Islande     | Défenseur         | 10/04/1989        | 2011-2012  | 3 (3)             | 0    | 0      | 0      |
| Guillaume François                 | Belgique    | Attaquant         | 3/06/1990         | 2010-2012  | 59 (59)           | 4    | 7      | 0      |
| Arnaud Fransquet                   | Belgique    | Gardien de but    | 15/10/1981        | 2000-2001  | 0 (0)             | 0    | 0      | 0      |

## G
| Joueur            | Nationalité        | Position          | Date de naissance | Période(s) | Matches (dont D1) | Buts | Jaunes | Rouges |
| ----------------- | ------------------ | ----------------- | ----------------- | ---------- | ----------------- | ---- | ------ | ------ |
| Goran Galešić     | Bosnie-Herzégovine | Milieu de terrain | 11/03/1989        | 2012-2013  | 0 (0)             | 0    | 0      | 0      |
| Maxim Geurden     | Belgique           | Milieu de terrain | 2/11/1990         | 2009-2011  | 1 (1)             | 0    | 0      | 0      |
| Patrick Ghislain  | Belgique           | Défenseur         | 29/08/1965        | 1991-1995  | 81 (51)           | 1    | 0      | 0      |
| Patricio González | Argentine          | Milieu de terrain | 20/02/1979        | 2006-2007  | 7 (7)             | 1    | 1      | 0      |
| Bart Goor         | Belgique           | Milieu de terrain | 9/04/1973         | 2008-2011  | 60 (60)           | 7    | 14     | 1      |

## H
| Joueur           | Nationalité | Position          | Date de naissance | Période(s) | Matches (dont D1) | Buts | Jaunes | Rouges |
| ---------------- | ----------- | ----------------- | ----------------- | ---------- | ----------------- | ---- | ------ | ------ |
| Philip Haagdoren | Belgique    | Milieu de terrain | 25/06/1970        | 1999-2004  | 139 (139)         | 16   | 17     | 4      |
| Gábor Halmai     | Hongrie     | Milieu de terrain | 7/01/1972         | 1993-1996  | 74 (74)           | 14   | 13     | 2      |
| Faris Haroun     | Belgique    | Milieu de terrain | 22/09/1985        | 2008-2011  | 83 (83)           | 22   | 11     | 0      |
| Nadjim Haroun    | Belgique    | Milieu de terrain | 10/06/1988        | 2009-2010  | 0 (0)             | 0    | 0      | 0      |
| Ari Heikkinen    | Finlande    | Défenseur         | 8/04/1964         | 1989-1990  | 8 (8)             | 0    | 1      | 0      |
| Marc Hendrikx    | Belgique    | Milieu de terrain | 2/07/1974         | 2005-2006  | 24 (24)           | 2    | 2      | 0      |
| Tony Herreman    | Belgique    | Milieu de terrain | 23/01/1969        | 1990-2001  | 194 (194)         | 14   | 5      | 1      |
| Lieven Heymans   | Belgique    | ?                 | 21/07/1968        | 1992-1993  | 3 (3)             | 0    | 0      | 0      |
| Carl Hoefkens    | Belgique    | Défenseur         | 6/10/1978         | 2003-2005  | 60 (60)           | 7    | 9      | 1      |
| Gunther Hofmans  | Belgique    | Attaquant         | 3/01/1967         | 1986-2000  | 366 (336)         | 167  | 26     | 2      |
| Herman Houben    | Belgique    | Milieu de terrain | 12/01/1947        | 1982-1983  | 0 (0)             | 0    | 0      | 0      |
| Marc Houvenaghel | Belgique    | ?                 | 21/12/1957        | 1982-1983  | 0 (0)             | 0    | 0      | 0      |
| Marc Huybrechts  | Belgique    | ?                 | 13/01/1966        | 1984-1988  | 0 (0)             | 0    | 0      | 0      |
| Peter Huybrechts | Belgique    | ?                 | 25/06/1968        | 1984-1985  | 0 (0)             | 0    | 0      | 0      |
| Dirk Huysmans    | Belgique    | Attaquant         | 3/09/1973         | 2000-2004  | 63 (63)           | 19   | 5      | 0      |
| Marc Huysmans    | Belgique    | Gardien de but    | 5/04/1961         | 1988-1990  | 38 (22)           | 0    | 0      | 0      |

## I
| Joueur           | Nationalité | Position  | Date de naissance | Période(s) | Matches (dont D1) | Buts | Jaunes | Rouges |
| ---------------- | ----------- | --------- | ----------------- | ---------- | ----------------- | ---- | ------ | ------ |
| Patrick Ipermans | Belgique    | Défenseur | 20/11/1959        | 1989-1990  | 25 (25)           | 3    | 4      | 1      |

## J
| Joueur        | Nationalité | Position          | Date de naissance | Période(s) | Matches (dont D1) | Buts | Jaunes | Rouges |
| ------------- | ----------- | ----------------- | ----------------- | ---------- | ----------------- | ---- | ------ | ------ |
| Dawid Janczyk | Pologne     | ?Attaquant        | 23/09/1987        | 2010-2011  | 6 (6)             | 2    | 1      | 0      |
| Rudy Janssens | Belgique    | Milieu de terrain | 5/08/1963         | 1993-1997  | 128 (128)         | 3    | 12     | 1      |
| Luis Jorge    | Belgique    | ?                 | 14/09/1985        | 2004-2005  | 1 (1)             | 0    | 0      | 0      |
| Jani Jusilla  | Finlande    | Défense           | 11/08/1975        | 1992-1995  | 8 (8)             | 0    | 0      | 0      |

## K
| Joueur                   | Nationalité                      | Position          | Date de naissance | Période(s) | Matches (dont D1) | Buts | Jaunes | Rouges |
| ------------------------ | -------------------------------- | ----------------- | ----------------- | ---------- | ----------------- | ---- | ------ | ------ |
| Junior Kabananga         | République démocratique du Congo | Attaquant         | 4/04/1989         | 2010-2011  | 1 (1)             | 0    | 0      | 0      |
| Gary Kagelmacher         | Uruguay                          | Défenseur         | 21/04/1988        | 2010-2011  | 40 (40)           | 7    | 1      | 0      |
| Thomas Kaminski          | Belgique                         | Gardien de but    | 23/10/1992        | 2008-2012  | 31 (31)           | 0    | 1      | 0      |
| Emmanuel Karagiannis     | Belgique                         | Milieu de terrain | 22/11/1966        | 1997-2001  | 107 (107)         | 7    | 29     | 0      |
| Salif Keïta              | Sénégal                          | Attaquant         | 19/10/1975        | 1991-1994  | 13 (13)           | 2    | 1      | 0      |
| Julien Kemajou           | Cameroun                         | Milieu de terrain | 5/10/1984         | 2005-2006  | 2 (2)             | 0    | 0      | 0      |
| Kurt Kerstens            | Belgique                         | ?                 | 15/10/1964        | 1984-1988  | 0 (0)             | 0    | 1      | 0      |
| Christophe Kinet         | Belgique                         | Milieu de terrain | 31/12/1974        | 1995-1997  | 38 (38)           | 4    | 5      | 2      |
| Zoltán Kiss              | Hongrie                          | Milieu de terrain | 18/08/1980        | 1999-2001  | 0 (0)             | 0    | 0      | 0      |
| Vilson Knezević          | Australie                        | Gardien de but    | 19/10/1975        | 2000-2001  | 13 (13)           | 0    | 0      | 0      |
| Bruno Kounjouenko Kouoto | Cameroun                         | Milieu de terrain | 7/02/1981         | 2003-2004  | 1 (1)             | 0    | 0      | 0      |
| Ervin Kovács             | Hongrie                          | Défenseur         | 24/01/1967        | 1993-2000  | 123 (123)         | 11   | 16     | 2      |
| Paul Kpaka               | Sierra Leone                     | Attaquant         | 7/08/1981         | 2001-2010  | 78 (78)           | 46   | 7      | 2      |
| Alexis Kubilskis         | Belgique                         | Milieu de terrain | 10/12/1986        | 2005-2006  | 2 (2)             | 0    | 0      | 0      |

## L
| Joueur                         | Nationalité         | Position          | Date de naissance | Période(s)           | Matches (dont D1) | Buts | Jaunes | Rouges |
| ------------------------------ | ------------------- | ----------------- | ----------------- | -------------------- | ----------------- | ---- | ------ | ------ |
| Conor Laerenbergh              | Belgique            | Milieu de terrain | 18/03/1993        | 2011-2013            | 18 (18)           | 0    | 0      | 0      |
| Peter Laeveren                 | Belgique            | ?                 | 19/08/1964        | 1984-1985            | 0 (0)             | 0    | 0      | 0      |
| Gaetan Lambreghts              | Belgique            | Attaquant         | 23/01/1992        | 2007-2010            | 0 (0)             | 0    | 0      | 0      |
| Marc Le Bruyn                  | Belgique            | ?                 | 22/10/1962        | 1982-1983            | 0 (0)             | 0    | 0      | 0      |
| Sang-il Lee                    | Corée du Sud        | Milieu de terrain | 25/05/1979        | 2001-2002            | 7 (7)             | 0    | 0      | 0      |
| Ivan Leko                      | Croatie             | Milieu de terrain | 7/02/1978         | 2008-2010            | 30 (30)           | 4    | 1      | 0      |
| Miklós Lendvai                 | Hongrie             | Milieu de terrain | 7/04/1975         | 2000-2001            | 31 (31)           | 0    | 3      | 0      |
| Maël Lépicier                  | République du Congo | Défenseur         | 14/06/1986        | 2013                 | 0 (0)             | 0    | 0      | 0      |
| Luc Leys                       | Belgique            | Attaquant         | 3/07/1959         | 1989-1991            | 25 (25)           | 4    | 3      | 0      |
| Verner Lička                   | Tchécoslovaquie     | Attaquant         | 15/09/1954        | 1989-1990            | 2 (2)             | 0    | 0      | 0      |
| André Luiz Barretto Silva Lima | Brésil              | Attaquant         | 3/05/1985         | 2004-2005            | 6 (6)             | 1    | 0      | 1      |
| Jan Lohman                     | Pays-Bas            | Milieu de terrain | 18/02/1959        | 1986-1988            | 0 (0)             | 25   | 0      | 0      |
| Igor Lolo                      | Côte d'Ivoire       | Défenseur         | 22/07/1982        | 2005-2007            | 41 (41)           | 4    | 8      | 3      |
| Hernán Losada                  | Argentine           | Milieu de terrain | 9/05/1982         | 2006-2008, 2011-2013 | 78 (78)           | 24   | 15     | 2      |
| De Aziz Luiz Eduardo           | Brésil              | Milieu de terrain | 2/09/1990         | 2010-2011            | 0 (0)             | 0    | 0      | 0      |
| Roger Lukaku                   | Zaïre               | Attaquant         | 6/06/1967         | 1995-1996            | 28 (28)           | 9    | 1      | 0      |

## M
| Joueur                        | Nationalité                      | Position          | Date de naissance | Période(s)           | Matches (dont D1) | Buts | Jaunes | Rouges |
| ----------------------------- | -------------------------------- | ----------------- | ----------------- | -------------------- | ----------------- | ---- | ------ | ------ |
| Wanderson Maciel Sousa Campos | Belgique                         | Milieu de terrain | 7/10/1994         | 2012-2013            | 0 (0)             | 0    | 0      | 0      |
| Ossama Madah                  | Belgique                         | Attaquant         | 5/10/1990         | 2007-2008            | 0 (0)             | 0    | 0      | 0      |
| Kristof Maes                  | Belgique                         | Gardien de but    | 19/04/1988        | 2005-2012            | 4 (4)             | 0    | 0      | 0      |
| Peter Maes                    | Belgique                         | Gardien de but    | 1/06/1964         | 1999-2001            | 9 (9)             | 0    | 0      | 1      |
| Sanharib Malki Sabah          | Syrie                            | Attaquant         | 1/03/1984         | 2006-2010            | 69 (69)           | 23   | 9      | 0      |
| Dor Malul                     | Israël                           | Défenseur         | 30/04/1989        | 2011-2013            | 29 (29)           | 1    | 5      | 0      |
| Ribeiro De Souza Marcelo      | Brésil                           | Milieu de terrain | 26/10/1977        | 2004-2005            | 2 (2)             | 0    | 0      | 0      |
| Geert Mariman                 | Belgique                         | Milieu de terrain | 18/02/1965        | 1986-1987            | 0 (0)             | 0    | 0      | 0      |
| Vinko Marinović               | Serbie-et-Monténégro             | Défenseur         | 3/03/1971         | 1999-2003            | 40 (40)           | 2    | 8      | 0      |
| Stefano Marzo                 | Belgique                         | Défenseur         | 22/03/1991        | 2012-2013            | 19 (19)           | 0    | 0      | 0      |
| Eddy Masset                   | Belgique                         | Milieu de terrani | 9/08/1960         | 1983-1989            | 12 (0)            | 5    | 2      | 1      |
| Jonas Matthees                | Belgique                         | ?                 | 27/10/1982        | 2001-2002            | 0 (0)             | 0    | 0      | 0      |
| Roy Mauro                     | Belgique                         | Défenseur         | 16/11/1990        | 2008-2010            | 2 (2)             | 0    | 0      | 0      |
| Kwame Mawuena                 | Togo                             | Attaquant         | 21/11/1992        | 2012-2013            | 0 (0)             | 0    | 0      | 0      |
| Sherjill MacDonald            | Pays-Bas                         | Attaquant         | 20/11/1984        | 2009-2011            | 70 (70)           | 14   | 7      | 0      |
| Ferry Meerhof                 | Belgique                         | ?                 | 22/10/1961        | 1983-1985            | 0 (0)             | 0    | 0      | 0      |
| Danny Meeusen                 | Belgique                         | ?                 | 24/03/1965        | 1983-1990            | 10 (0)            | 3    | 0      | 0      |
| Harry Melis                   | Pays-Bas                         | Attaquant         | 25/04/1957        | 1982-1983            | 0 (0)             | 0    | 0      | 0      |
| Jelle Merckx                  | Belgique                         | Gardien de but    | 2/01/1992         | 2010-2011            | 0 (0)             | 0    | 0      | 0      |
| Mathieu Mertens               | Belgique                         | Gardien de but    | 26/06/1965        | 1997-1998            | 0 (0)             | 0    | 0      | 0      |
| Mohamed Messoudi              | Belgique                         | Milieu de terrain | 7/01/1984         | 2002-2006            | 69 (69)           | 6    | 13     | 0      |
| Karim M'Goghi                 | Belgique                         | Milieu de terrain | 17/04/1971        | 1993-1996            | 47 (47)           | 2    | 6      | 0      |
| Tomislav Mikulić              | Croatie                          | Défenseur         | 4/01/1982         | 2009-2013            | 54 (54)           | 2    | 9      | 2      |
| Ninoslav Milenković           | Serbie                           | Défenseur         | 31/12/1977        | 2005-2007            | 28 (28)           | 0    | 8      | 0      |
| Cvijan Milošević              | Bosnie-Herzégovine               | milieu de terrain | 17/10/1963        | 1996-1999            | 85 (85)           | 7    | 9      | 0      |
| Igor Mitreski                 | Macédoine                        | Défenseur         | 19/02/1979        | 2008-2009            | 16 (16)           | 0    | 2      | 0      |
| Aaron Mokoena                 | Afrique du Sud                   | Défenseur         | 25/11/1980        | 2000-2003            | 48 (48)           | 2    | 5      | 1      |
| Vicente Alfredo Monje         | Argentine                        | Attaquant         | 22/06/1981        | 2006-2007            | 3 (3)             | 0    | 0      | 0      |
| Tamás Mónos                   | Hongrie                          | Défenseur         | 3/01/1968         | 1990-1991            | 21 (21)           | 0    | 2      | 0      |
| Martijn Monteyne              | Belgique                         | Défenseur         | 12/11/1984        | 2007-2011            | 110 (110)         | 1    | 11     | 0      |
| Pieterjan Monteyne            | Belgique                         | Défenseur         | 1/01/1983         | 2001-2011            | 298 (298)         | 4    | 37     | 1      |
| Jan Moons                     | Belgique                         | Gardien de but    | 26/09/1970        | 1997-2000, 2007-2008 | 103 (103)         | 0    | 5      | 1      |
| Kurt Moons                    | Belgique                         | Milieu de terrain | 16/07/1972        | 1992-1994            | 5 (5)             | 0    | 1      | 1      |
| Kurt Morhaye                  | Belgique                         | Attaquant         | 29/03/1977        | 1998-2000            | 33 (33)           | 6    | 3      | 0      |
| Rudy Moury                    | Belgique                         | Défenseur         | 1/03/1966         | 1997-1998            | 14 (14)           | 0    | 0      | 0      |
| John Machethe Muiruri         | Kenya                            | Milieu de terrain | 10/10/1979        | 2004-2005            | 30 (30)           | 0    | 0      | 0      |
| Jürgen Müller                 | Allemagne                        | Attaquant         | 17/07/1960        | 1986-1987            | 0 (0)             | 0    | 0      | 0      |
| Joachim Mununga               | République démocratique du Congo | Milieu de terrain | 30/06/1988        | 2012-2013            | 0 (0)             | 0    | 0      | 0      |
| Henri Munyaneza               | Rwanda                           | Attaquant         | 19/06/1984        | 2008-2011            | 12 (12)           | 1    | 1      | 0      |
| Aleksandar Mutavdžić          | Serbie-et-Monténégro             | Défenseur         | 3/01/1977         | 1999-2003            | 67 (67)           | 14   | 6      | 0      |

## N
| Joueur               | Nationalité                      | Position          | Date de naissance | Période(s) | Matches (dont D1) | Buts | Jaunes | Rouges |
| -------------------- | -------------------------------- | ----------------- | ----------------- | ---------- | ----------------- | ---- | ------ | ------ |
| Wim Nagels           | Belgique                         | ?                 | 13/07/1963        | 1983-1984  | 0 (0)             | 0    | 0      | 0      |
| Patrick Naudts       | Belgique                         | Milieu de terrain | 21/07/1965        | 1992-1993  | 18 (18)           | 0    | 7      | 0      |
| Pius N'Diefi         | Cameroun                         | Attaquant         | 5/07/1975         | 2005-2006  | 6 (6)             | 0    | 0      | 0      |
| Arsène Né            | Côte d'Ivoire                    | Défenseur         | 4/01/1981         | 2007-2008  | 0 (0)             | 0    | 0      | 0      |
| Marco Né             | Côte d'Ivoire                    | Milieu de terrain | 17/07/1983        | 2008-2009  | 10 (10)           | 1    | 1      | 0      |
| Johannes Neeskens    | Pays-Bas                         | ?                 | 22/10/1956        | 1983-1984  | 0 (0)             | 0    | 0      | 0      |
| Gunther Neyens       | Belgique                         | ?                 | 28/01/1971        | 1988-1989  | 1 (0)             | 0    | 0      | 0      |
| Danny Mansoni Ngombo | Zaïre                            | Défenseur         | 25/10/1963        | 1990-1992  | 21 (21)           | 0    | 1      | 0      |
| Ngoy Nsumbu          | Belgique                         | Attaquant         | 30/10/1972        | 1989-1994  | 40 (40)           | 10   | 0      | 0      |
| Lindani Ntamo        | Afrique du Sud                   | Milieu de terrain | 9/06/1991         | 2011-2012  | 0 (0)             | 0    | 0      | 0      |
| Sunny Nwachukwu      | Nigeria                          | Milieu de terrain | 15/01/1976        | 1994-1995  | 1 (1)             | 0    | 0      | 0      |
| Kennedy Nwanganga    | Nigeria                          | Attaquant         | 15/08/1990        | 2013       | 0 (0)             | 0    | 0      | 0      |
| Vuzamuzi Nyoni       | Zimbabwe                         | Défenseur         | 21/04/1984        | 2010-2012  | 64 (64)           | 4    | 7      | 0      |
| Hervé Nzelo-Lembi    | République démocratique du Congo | Défenseur         | 25/08/1975        | 2007-2009  | 17 (17)           | 0    | 3      | 0      |

## O
| Joueur               | Nationalité | Position          | Date de naissance | Période(s) | Matches (dont D1) | Buts | Jaunes | Rouges |
| -------------------- | ----------- | ----------------- | ----------------- | ---------- | ----------------- | ---- | ------ | ------ |
| Anthony Obodai       | Ghana       | Milieu de terrain | 6/08/1982         | 2002-2003  | 29 (29)           | 2    | 1      | 1      |
| Murat Ocak           | Turquie     | Défenseur         | 4/05/1983         | 2001-2002  | 0 (0)             | 0    | 0      | 0      |
| Marvin Ogunjimi      | Belgique    | Attaquant         | 12/10/1987        | 2013       | 0 (0)             | 0    | 0      | 0      |
| Funso Ojo            | Belgique    | Milieu de terrain | 28/08/1991        | 2012-2013  | 0 (0)             | 0    | 0      | 0      |
| Emmanuel Okoduwa     | Nigeria     | Attaquant         | 21/03/1983        | 2007-2008  | 4 (4)             | 0    | 0      | 0      |
| Sunday Patrick Okoro | Nigeria     | Attaquant         | 27/04/1986        | 2006-2007  | 1 (1)             | 0    | 0      | 0      |
| Johanna Omolo        | Kenya       | Défenseur         | 31/07/1988        | 2011-2013  | 5 (5)             | 0    | 1      | 0      |
| King Gyan Osei       | Ghana       | Milieu de terrain | 22/12/1988        | 2006-2010  | 57 (57)           | 2    | 10     | 1      |
| Enoch Oteng          | Belgique    | Milieu de terrain | 8/07/1988         | 2006-2007  | 0 (0)             | 0    | 0      | 0      |
| Edwin Ouon           | Rwanda      | Défenseur         | 26/01/1981        | 2005-2006  | 6 (6)             | 0    | 1      | 0      |
| Daniel Owusu         | Ghana       | Milieu de terrain | 13/06/1989        | 2007-2010  | 10 (10)           | 0    | 1      | 0      |
| Alpaslan Öztürk      | Turquie     | Milieu de terrain | 16/07/1993        | 2011-2013  | 10 (10)           | 0    | 4      | 0      |
| Sezer Öztürk         | Turquie     | Milieu de terrain | 3/11/1985         | 2005-2006  | 8 (8)             | 1    | 1      | 0      |

## P
| Joueur                          | Nationalité | Position          | Date de naissance | Période(s) | Matches (dont D1) | Buts | Jaunes | Rouges |
| ------------------------------- | ----------- | ----------------- | ----------------- | ---------- | ----------------- | ---- | ------ | ------ |
| Tomislav Pačovski               | Macédoine   | Gardien de but    | 28/06/1982        | 2009-2012  | 46 (46)           | 0    | 5      | 0      |
| Carl Paepen                     | Belgique    | Libero            | 28/06/1977        | 1995-1996  | 0 (0)             | 0    | 0      | 0      |
| Laurens Paulussen               | Belgique    | Milieu de terrain | 19/07/1990        | 2008-2009  | 0 (0)             | 0    | 0      | 0      |
| Dirk Pauwels                    | Belgique    | ?                 | 16/04/1960        | 1989-1990  | 12 (12)           | 0    | 1      | 0      |
| Frank Peeters                   | Belgique    | ?                 | 16/02/1964        | 1984-1986  | 0 (0)             | 0    | 0      | 0      |
| Rocky Peeters                   | Belgique    | Milieu de terrain | 18/08/1979        | 2008-2009  | 15 (15)           | 0    | 2      | 1      |
| Tom Peeters                     | Belgique    | Milieu de terrain | 25/09/1978        | 1996-1997  | 1 (1)             | 0    | 0      | 0      |
| Luciano José Pereira da Silva   | Brésil      | Gardien de but    | 16/03/1980        | 2000-2007  | 181 (181)         | 0    | 1      | 5      |
| Carlos Alberto Pereira Silveira | Brésil      | Milieu de terrain | 23/04/1981        | 2004-2005  | 1 (1)             | 0    | 0      | 0      |
| Frédéric Pierre                 | Belgique    | Attaquant         | 23/02/1974        | 1992-1995  | 34 (34)           | 7    | 2      | 1      |
| Prince Polley                   | Ghana       | Pereira da Silva  | 5/04/1969         | 1991-1992  | 20 (20)           | 7    | 3      | 1      |
| Roni Porokara                   | Finlande    | Attaquant         | 12/12/1983        | 2011-2012  | 27 (27)           | 3    | 3      | 0      |
| Ronny Prins                     | Belgique    | Milieu de terrain | 19/12/1965        | 1987-1991  | 72 (47)           | 2    | 15     | 1      |
| Silvio Proto                    | Belgique    | Gardien de but    | 23/05/1983        | 2008-2009  | 29 (29)           | 1    | 4      | 0      |

## Q
| Joueur           | Nationalité | Position          | Date de naissance | Période(s) | Matches (dont D1) | Buts | Jaunes | Rouges |
| ---------------- | ----------- | ----------------- | ----------------- | ---------- | ----------------- | ---- | ------ | ------ |
| Kwame Quansah    | Ghana       | Milieu de terrain | 24/11/1982        | 2002-2003  | 30 (30)           | 11   | 6      | 0      |
| Daniel Quinteros | Argentine   | Milieu de terrain | 10/03/1976        | 2006       | 8 (8)             | 0    | 3      | 0      |

## R
| Joueur               | Nationalité | Position          | Date de naissance | Période(s) | Matches (dont D1) | Buts | Jaunes | Rouges |
| -------------------- | ----------- | ----------------- | ----------------- | ---------- | ----------------- | ---- | ------ | ------ |
| Tomasz Radzinski     | Canada      | Attaquant         | 14/12/1973        | 1994-1998  | 104 (104)         | 42   | 4      | 1      |
| Naoufal Raji         | Maroc       | Milieu de terrain | 28/08/1988        | 2008-2009  | 0 (0)             | 0    | 0      | 0      |
| Benito Raman         | Belgique    | Attaquant         | 7/11/1994         | 2013       | 0 (0)             | 0    | 0      | 0      |
| Tim Reigel           | Belgique    | Milieu de terrain | 28/10/1980        | 2001-2004  | 62 (62)           | 3    | 3      | 0      |
| Mats Rits            | Belgique    | Milieu de terrain | 18/07/1993        | 2009-2011  | 13 (13)           | 2    | 1      | 0      |
| Nemanja Rnić         | Serbie      | Défenseur         | 30/09/1984        | 2010-2011  | 5 (5)             | 0    | 0      | 0      |
| Bart Roelands        | Belgique    | ?                 | 1/09/1981         | 1999-2000  | 0 (0)             | 0    | 0      | 0      |
| Kevin Roelandts      | Belgique    | Milieu de terrain | 27/08/1982        | 2006-2007  | 17 (17)           | 3    | 0      | 0      |
| Juan Rodrigo Rojas   | Paraguay    | Milieu de terrain | 9/04/1988         | 2011-2012  | 5 (5)             | 0    | 0      | 0      |
| Siegfried Roosblad   | Belgique    | ?                 | 9/11/1958         | 1982-1983  | 0 (0)             | 0    | 0      | 0      |
| Ludo Roothaert       | Belgique    | ?                 | 22/08/1958        | 1981-1982  | 0 (0)             | 0    | 0      | 0      |
| Luis Soliman Rossini | Belgique    | ?                 | 5/01/1969         | 1996-1997  | 1 (1)             | 0    | 0      | 0      |
| Fabio Rossitto       | Italie      | Milieu de terrain | 21/09/1971        | 2004-2005  | 10 (10)           | 0    | 1      | 0      |
| Petter Rudi          | Norvège     | Milieu de terrain | 17/09/1973        | 2002-2003  | 14 (14)           | 0    | 3      | 0      |
| Peter Ruts           | Belgique    | Milieu de terrain | 27/11/1962        | 1985-1987  | 0 (0)             | 23   | 0      | 0      |

## S
| Joueur                    | Nationalité   | Position          | Date de naissance | Période(s)           | Matches (dont D1) | Buts | Jaunes | Rouges |
| ------------------------- | ------------- | ----------------- | ----------------- | -------------------- | ----------------- | ---- | ------ | ------ |
| Marino Sabbadini          | Belgique      | Milieu de terrain | 10/12/1969        | 1989-1993            | 113 (113)         | 8    | 12     | 1      |
| Moktar Sadani             | France        | Attaquant         | 23/08/1979        | 2001-2002            | 0 (0)             | 0    | 0      | 0      |
| Justice Djeumen Sandjon   | Cameroun      | Défenseur         | 3/08/1972         | 1998-2001            | 54 (54)           | 0    | 16     | 4      |
| Ilias Sbaa                | Belgique      | Milieu de terrain | 11/03/1991        | 2010-2011            | 0 (0)             | 0    | 0      | 0      |
| Grégory Scattone          | Belgique      | Milieu de terrain | 4/02/1983         | 2000-2002            | 0 (0)             | 0    | 0      | 0      |
| Marc Schaessens           | Belgique      | Milieu de terrain | 14/09/1968        | 1995-1999            | 105 (105)         | 14   | 12     | 0      |
| Frank Schmöller           | Allemagne     | Attaquant         | 21/08/1966        | 1989-1992            | 64 (64)           | 20   | 9      | 0      |
| Koen Schockaert           | Belgique      | Attaquant         | 13/02/1978        | 2003-2004            | 8 (8)             | 0    | 3      | 0      |
| Filip Schots              | Belgique      | ?                 | 19/08/1960        | 1984-1986            | 0 (0)             | 7    | 0      | 0      |
| Fiorenzo Serchia          | Belgique      | Milieu de terrain | 26/09/1972        | 1997-1998            | 3 (3)             | 0    | 0      | 0      |
| Francis Severeyns         | Belgique      | Attaquant         | 8/01/1968         | 1998-2001            | 55 (55)           | 21   | 5      | 0      |
| Ibrahim Sidibe            | Sénégal       | Attaquant         | 10/08/1980        | 2011-2012            | 18 (18)           | 6    | 4      | 0      |
| Victor Simoes De Oliveira | Brésil        | Attaquant         | 23/03/1981        | 2003, 2006           | 28 (28)           | 3    | 3      | 1      |
| Thierry Siquet            | Belgique      | Défenseur         | 18/10/1968        | 1997-1999            | 57 (57)           | 1    | 8      | 3      |
| Mike Smet                 | Belgique      | ?                 | 6/03/1991         | 2007-2011            | 1 (1)             | 0    | 0      | 0      |
| Robby Smet                | Belgique      | ?                 | 10/11/1977        | 1996-1997            | 0 (0)             | 0    | 0      | 0      |
| Rudi Smidts               | Belgique      | Défenseur         | 12/08/1963        | 1998-2000            | 62 (62)           | 2    | 4      | 1      |
| Eddy Snelders             | Belgique      | Milieu de terrain | 9/04/1959         | 1989-1994, 1996-1997 | 135 (135)         | 12   | 16     | 3      |
| Kristof Snelders          | Belgique      | Attaquant         | 5/09/1982         | 1999-2004            | 94 (94)           | 23   | 6      | 0      |
| Karel Snoeckx             | Belgique      | Milieu de terrain | 29/10/1973        | 2003-2006            | 45 (45)           | 4    | 7      | 1      |
| Bob Soetewey              | Belgique      | ?                 | ?                 | 1982-1983            | 0 (0)             | 0    | 0      | 0      |
| Wesley Sonck              | Belgique      | Attaquant         | 9/08/1978         | 1998-2000            | 61 (61)           | 18   | 6      | 0      |
| Bakary Soro               | Côte d'Ivoire | Défenseur         | 5/12/1985         | 2006-2007            | 5 (5)             | 0    | 0      | 0      |
| Kenny Steppe              | Belgique      | Gardien de but    | 14/11/1988        | 2006-2009            | 33 (33)           | 0    | 1      | 0      |
| François Sterchele        | Belgique      | Attaquant         | 14/03/1982        | 2006-2007            | 32 (32)           | 21   | 8      | 0      |
| Gi Sterkens               | Belgique      | ?                 | 17/04/1973        | 1992-1994            | 1 (1)             | 0    | 0      | 0      |
| Gino Stevelinck           | Belgique      | ?                 | 25/01/1960        | 1984-1989            | 5 (0)             | 4    | 2      | 0      |
| Stijn Stijnen             | Belgique      | Gardien de but    | 7/04/1981         | 2011-2013            | 13 (13)           | 0    | 4      | 0      |
| Joey Suk                  | Pays-Bas      | Milieu de terrain | 8/07/1989         | 2013                 | 0 (0)             | 0    | 0      | 0      |
| Đorđe Svetličić           | Serbie        | Défenseur         | 5/01/1974         | 1999-2003, 2008-2009 | 98 (98)           | 2    | 12     | 1      |

## T
| Joueur           | Nationalité                      | Position          | Date de naissance | Période(s) | Matches (dont D1) | Buts | Jaunes | Rouges |
| ---------------- | -------------------------------- | ----------------- | ----------------- | ---------- | ----------------- | ---- | ------ | ------ |
| Simon Tahamata   | Pays-Bas                         | Attaquant         | 26/05/1956        | 1990-1996  | 180 (180)         | 19   | 6      | 0      |
| Mark Talbut      | Angleterre                       | Défenseur         | 23/07/1962        | 1991-1995  | 75 (75)           | 7    | 13     | 2      |
| Kenny Thompson   | Belgique                         | Défenseur         | 26/04/1985        | 2003-2005  | 7 (7)             | 0    | 0      | 0      |
| Ederson Thormena | Brésil                           | Milieu de terrain | 14/03/1986        | 2007-2009  | 41 (41)           | 5    | 4      | 0      |
| Gustavo Tormena  | Brésil                           | Défenseur         | 21/07/1990        | 2008-2009  | 0 (0)             | 0    | 0      | 0      |
| Mihály Tóth      | Hongrie                          | Attaquant         | 27/12/1974        | 1997-1998  | 10 (10)           | 1    | 0      | 0      |
| Bavon Tshibuabua | République démocratique du Congo | Attaquant         | 17/07/1991        | 2009-2011  | 32 (32)           | 1    | 0      | 1      |

## U
| Joueur        | Nationalité | Position  | Date de naissance | Période(s) | Matches (dont D1) | Buts | Jaunes | Rouges |
| ------------- | ----------- | --------- | ----------------- | ---------- | ----------------- | ---- | ------ | ------ |
| Flórián Urbán | Hongrie     | Défenseur | 29/07/1968        | 1996-1997  | 28 (28)           | 1    | 3      | 1      |

## V
| Joueur                 | Nationalité | Position          | Date de naissance | Période(s)           | Matches (dont D1) | Buts | Jaunes | Rouges |
| ---------------------- | ----------- | ----------------- | ----------------- | -------------------- | ----------------- | ---- | ------ | ------ |
| Thibaut Van Acker      | Belgique    | Milieu de terrain | 21/11/1991        | 2013-...             | 0 (0)             | 0    | 0      | 0      |
| Edwin van Ankeren      | Pays-Bas    | Attaquant         | 13/08/1968        | 1996-1999            | 69 (69)           | 15   | 8      | 0      |
| Nick Van Asch          | Belgique    | ?                 | 1/08/1994         | 2012-...             | 0 (0)             | 0    | 0      | 0      |
| Johan Van Bijsterveld  | Pays-Bas    | Attaquant         | 2/12/1959         | 1984-1985            | 0 (0)             | 0    | 0      | 0      |
| Gaston Van Camp        | Belgique    | ?                 | 22/08/1955        | 1982-1983            | 0 (0)             | 0    | 0      | 0      |
| Tony Van Cotthem       | Belgique    | ?                 | 30/12/1957        | 1984-1986            | 0 (0)             | 15   | 2      | 1      |
| Jelle Van Damme        | Belgique    | Milieu de terrain | 10/10/1983        | 2001-2002            | 7 (7)             | 0    | 1      | 0      |
| Michel van de Korput   | Pays-Bas    | Défenseur         | 18/09/1956        | 1987-1989            | 26 (0)            | 2    | 6      | 1      |
| Robby Van De Weyer     | Belgique    | Attaquant         | 30/06/1975        | 2000-2004            | 53 (53)           | 7    | 1      | 0      |
| Werner Van De Zande    | Belgique    | ?                 | 14/08/1969        | 1986-1988            | 0 (0)             | 0    | 0      | 0      |
| Sam Van Den Abeel      | Belgique    | ?                 | 9/05/1994         | 2011-...             | 0 (0)             | 0    | 0      | 0      |
| Éric Van Den Berg      | Belgique    | ?                 | 20/08/1956        | 1982-1985            | 0 (0)             | 0    | 0      | 0      |
| Luc Van Den Broeck     | Belgique    | ?                 | 8/09/1960         | 1982-1986            | 0 (0)             | 2    | 1      | 0      |
| Constant Van Den Buys  | Belgique    | Milieu de terrain | 8/06/1957         | 1994-1996            | 53 (53)           | 0    | 10     | 0      |
| Romanus Van Der Borght | Belgique    | Défenseur         | 4/12/1947         | 1982-1984            | 0 (0)             | 0    | 0      | 0      |
| Francis Van Der Eycken | Belgique    | ?                 | 17/01/1965        | 1984-1986            | 0 (0)             | 0    | 0      | 0      |
| Peter Van der Heyden   | Belgique    | Défenseur         | 16/07/1976        | 2011-2012            | 28 (28)           | 0    | 5      | 1      |
| Stephan Van Der Heyden | Belgique    | Milieu de terrain | 3/07/1969         | 1999-2001            | 37 (37)           | 2    | 3      | 0      |
| Nico Van Der Linden    | Belgique    | ?                 | 12/03/1985        | 2002-2004            | 3 (3)             | 0    | 1      | 0      |
| Robert Van Der Linden  | Belgique    | ?                 | 21/09/1952        | 1982-1985            | 0 (0)             | 0    | 0      | 0      |
| Paul Van Der Stappen   | Belgique    | ?                 | 30/09/1958        | 1985-1988            | 0 (0)             | 13   | 0      | 0      |
| Filip Van Der Vloet    | Belgique    | ?                 | 13/12/1983        | 2001-2002            | 0 (0)             | 0    | 0      | 0      |
| Chris van der Weerden  | Pays-Bas    | Défenseur         | 15/11/1972        | 2004-2006            | 23 (23)           | 2    | 6      | 0      |
| Kevin van Dessel       | Belgique    | Milieu de terrain | 9/04/1979         | 1996-1997            | 3 (3)             | 0    | 0      | 0      |
| Geert Van Doninck      | Belgique    | ?                 | 21/05/1962        | 1985-1988            | 0 (0)             | 0    | 0      | 0      |
| Kurt Van Dooren        | Belgique    | Défenseur         | 3/08/1978         | 2003-2010            | 199 (199)         | 1    | 35     | 1      |
| Paul Van Dooren        | Belgique    | ?                 | 13/06/1963        | 1984-1985            | 0 (0)             | 4    | 1      | 0      |
| Jozef Van Gastel       | Belgique    | ?                 | 9/11/1961         | 1986-1987            | 0 (0)             | 0    | 0      | 0      |
| Ronny Van Geneugden    | Belgique    | Milieu de terrain | 17/08/1968        | 1997-1998            | 11 (11)           | 0    | 0      | 0      |
| Yves Van Gorp          | Belgique    | ?                 | 7/12/1978         | 1997-1998            | 0 (0)             | 0    | 0      | 0      |
| Glenn Van Hoogten      | Belgique    | Milieu de terrain | 27/10/1978        | 1996-1998            | 2 (2)             | 0    | 0      | 0      |
| Koen van Langendonck   | Belgique    | Gardien de but    | 9/06/1989         | 2012-2013            | 0 (0)             | 0    | 0      | 0      |
| Willy Van Langendonck  | Belgique    | ?                 | 31/01/1956        | 1983-1984            | 0 (0)             | 0    | 0      | 0      |
| Willem Van Looy        | Belgique    | ?                 | 3/10/1964         | 1988-1989            | 29 (0)            | 13   | 2      | 0      |
| Henri Van Mechelen     | Belgique    | ?                 | 21/12/1954        | 1986-1987            | 0 (0)             | 0    | 0      | 0      |
| Alain Van Mieghem      | Belgique    | ?                 | 2/05/1982         | 1998-2002            | 27 (27)           | 1    | 0      | 0      |
| Matti Van Minnebruggen | Belgique    | ?                 | 11/09/1990        | 2008-2010            | 0 (0)             | 0    | 0      | 0      |
| Luc Van Raemdonck      | Belgique    | ?                 | 1/01/1964         | 1984-1986            | 0 (0)             | 1    | 0      | 0      |
| Herwig Van Reeth       | Belgique    | ?                 | 13/07/1962        | 1987-1988            | 0 (0)             | 0    | 0      | 0      |
| Eric van Rossum        | Pays-Bas    | Défenseur         | 27/03/1963        | 1989-1990            | 18 (18)           | 0    | 2      | 0      |
| Leo Van Soom           | Belgique    | ?                 | ?                 | 1983-1984            | 0 (0)             | 0    | 0      | 0      |
| Harm van Veldhoven     | Pays-Bas    | Milieu de terrain | 28/09/1962        | 1985-1989            | 28 (0)            | 57   | 1      | 1      |
| Peter Van Wambeke      | Belgique    | Milieu de terrain | 19/04/1963        | 1987-1990            | 57 (28)           | 6    | 3      | 0      |
| Bart Van Zundert       | Belgique    | Défenseur         | 30/11/1980        | 1998-2005            | 59 (59)           | 2    | 6      | 0      |
| Geert Vancraybex       | Belgique    | ?                 | 21/01/1971        | 1990-1991            | 0 (0)             | 0    | 0      | 0      |
| Philippe Vande Walle   | Belgique    | Gardien de but    | 22/12/1961        | 1990-1997            | 235 (235)         | 13   | 4      | 1      |
| Mark Vandemoer         | Belgique    | ?                 | ?                 | 1982-1983            | 0 (0)             | 0    | 0      | 0      |
| Kevin Vandenbergh      | Belgique    | Attaquant         | 16/05/1983        | 2008-2009            | 24 (24)           | 6    | 0      | 0      |
| Pierre Vandenwijngaert | Belgique    | ?                 | 3/04/1953         | 1982-1983            | 0 (0)             | 0    | 0      | 0      |
| Corneel Vanderheyden   | Belgique    | ?                 | 29/08/1957        | 1982-1983            | 0 (0)             | 0    | 0      | 0      |
| Senne Vanderheyden     | Belgique    | ?                 | 7/09/1991         | 2007-2010            | 0 (0)             | 0    | 0      | 0      |
| Rony Vandermast        | Belgique    | ?                 | 5/11/1957         | 1982-1984            | 0 (0)             | 0    | 0      | 0      |
| Guy Vandersmissen      | Belgique    | Milieu de terrain | 25/12/1957        | 1991-1993            | 35 (35)           | 3    | 3      | 0      |
| Tom Vandervee          | Belgique    | Défenseur         | 19/09/1970        | 1997-1999            | 83 (62)           | 1    | 5      | 0      |
| Bram Verbist           | Belgique    | Gardien de but    | 5/03/1983         | 1999-2000, 2002-2006 | 35 (35)           | 0    | 2      | 1      |
| Louis Verbist          | Belgique    | ?                 | ?                 | 1952-1954            | 0 (0)             | 0    | 0      | 0      |
| Nic Verboven           | Belgique    | ?                 | 26/02/1955        | 1986-1987            | 0 (0)             | 0    | 0      | 0      |
| Vincenzo Verhoeven     | Belgique    | ?                 | 16/01/1987        | 2006-2009            | 21 (21)           | 1    | 1      | 0      |
| Nicky Verboven         | Belgique    | Gardien de but    | 26/01/1979        | 1998-1999            | 0 (0)             | 0    | 0      | 0      |
| Johan Verbruggen       | Belgique    | ?                 | 1/05/1958         | 1989-1990            | 9 (9)             | 0    | 3      | 0      |
| Patrick Verbruggen     | Belgique    | ?                 | 28/03/1964        | 1988-1989            | 16 (0)            | 0    | 2      | 0      |
| Dirk Verhelst          | Belgique    | ?                 | 26/04/1957        | 1982-1986            | 0 (0)             | 0    | 2      | 0      |
| Lee Verheyden          | Belgique    | Gardien de but    | 29/03/1973        | 1991-1992            | 0 (0)             | 0    | 0      | 0      |
| Ken Verheyen           | Belgique    | Défenseur         | 15/11/1977        | 1995-1998            | 1 (1)             | 0    | 0      | 0      |
| Steven Verheyen        | Belgique    | ?                 | 2/08/1995         | 2011-2012            | 0 (0)             | 0    | 0      | 0      |
| Jasper Vermeerbergen   | Belgique    | Défenseur         | 8/01/1988         | 2005-2008            | 1 (1)             | 0    | 0      | 0      |
| Sam Vermeylen          | Belgique    | Gardien de but    | 6/11/1990         | 2008-2009            | 0 (0)             | 0    | 0      | 0      |
| Patrick Versavel       | Belgique    | Milieu de terrain | 1/07/1961         | 1993-1994            | 6 (6)             | 0    | 0      | 0      |
| Dirk Verschaeren       | Belgique    | ?                 | 12/02/1965        | 1985-1986            | 0 (0)             | 0    | 0      | 0      |
| Mike Verstraeten       | Belgique    | Défenseur         | 12/08/1967        | 1990-1999            | 243 (243)         | 21   | 49     | 6      |
| Dalibor Veselinović    | Serbie      | Attaquant         | 21/09/1987        | 2012-2013            | 10 (10)           | 4    | 0      | 0      |
| Tony Vidmar            | Australie   | Défenseur         | 4/07/1970         | 1992-1993            | 9 (9)             | 1    | 0      | 0      |
| István Vincze          | Hongrie     | Attaquant         | 22/01/1967        | 1996-1997            | 1 (1)             | 0    | 0      | 0      |
| Tim Vleminckx          | Belgique    | Défenseur         | 31/03/1987        | 2005-2008            | 3 (3)             | 0    | 1      | 0      |
| Peter Vonckx           | Belgique    | ?                 | 31/10/1969        | 1991-1995            | 3 (3)             | 0    | 0      | 0      |
| Ronald Voorn           | Belgique    | ?                 | 1/10/1963         | 1983-1985            | 0 (0)             | 0    | 0      | 1      |
| Henk Vos               | Pays-Bas    | Milieu de terrain | 5/06/1968         | 1988-1990, 2004-2005 | 48 (23)           | 19   | 9      | 1      |

## W
| Joueur                | Nationalité | Position          | Date de naissance | Période(s) | Matches (dont D1) | Buts | Jaunes | Rouges |
| --------------------- | ----------- | ----------------- | ----------------- | ---------- | ----------------- | ---- | ------ | ------ |
| Américo Fronio Walker | Brésil      | Milieu de terrain | 15/02/1982        | 2002-2003  | 24 (24)           | 1    | 1      | 0      |
| Justice Wamfor        | Cameroun    | Milieu de terrain | 5/08/1981         | 2006-2011  | 110 (110)         | 2    | 21     | 0      |
| Victor Wanyama        | Kenya       | Milieu de terrain | 25/06/1991        | 2008-2011  | 44 (44)           | 1    | 10     | 1      |
| Bernard Wégria        | Belgique    | Défenseur         | 7/03/1963         | 1995-1997  | 54 (54)           | 0    | 5      | 0      |
| Bennie Wijnstekers    | Pays-Bas    | Défenseur         | 31/08/1955        | 1990-1991  | 7 (7)             | 0    | 0      | 0      |
| Francis Willems       | Belgique    | ?                 | 20/12/1958        | 1982-1984  | 0 (0)             | 0    | 0      | 0      |
| Frank Willems         | Belgique    | ?                 | 10/02/1960        | 1982-1983  | 0 (0)             | 0    | 0      | 0      |
| Ivo Wouters           | Belgique    | ?                 | 23/11/1957        | 1983-1985  | 0 (0)             | 4    | 1      | 0      |
| Dries Wuytens         | Belgique    | Défenseur         | 18/03/1991        | 2011-2013  | 23 (23)           | 0    | 1      | 0      |
| Stijn Wuytens         | Belgique    | Milieu de terrain | 8/10/1989         | 2012-2013  | 0 (0)             | 0    | 0      | 0      |

## Z
| Joueur         | Nationalité | Position          | Date de naissance | Période(s) | Matches (dont D1) | Buts | Jaunes | Rouges |
| -------------- | ----------- | ----------------- | ----------------- | ---------- | ----------------- | ---- | ------ | ------ |
| Toufik Zerara  | Algérie     | Milieu de terrain | 3/02/1986         | 2007-2008  | 7 (7)             | 0    | 2      | 0      |
| Georgiy Zhukov | Kazakhstan  | Milieu de terrain | 19/11/1994        | 2010-...   | 0 (0)             | 0    | 0      | 0      |

### Sources
- (nl) « Liste des joueurs du club », sur Belgian Soccer Database (K. FC Germinal Ekeren)
- (nl) « Liste des joueurs du club », sur Belgian Soccer Database (K. FC Germinal Beerschot Antwerpen)
- (nl) « Liste des joueurs du club », sur Belgian Soccer Database (K. Beerschot Antwerpen Club)